# Félix Hernández (baseballista)
Félix Abraham Hernández García (ur. 8 kwietnia 1986) – wenezuelski baseballista, który występował na pozycji miotacza. Nosi przydomek King Felix.

## Przebieg kariery
Zawodową karierę rozpoczął w rezerwowych zespołach Seattle Mariners, między innymi w Tacoma Rainiers. W Major League Baseball zadebiutował 4 sierpnia 2005, w meczu przeciwko Detroit Tigers. Miał wówczas 19 lat i 118 dni i był najmłodszym miotaczem–debiutantem od 1984 roku. Pięć dni później zaliczył swoje pierwsze zwycięstwo. 23 czerwca 2007 roku zdobył grand slam, będąc jedyny raz w sezonie na pałce; żaden miotacz od 1971 roku w American League, nie powtórzył tego osiągnięcia. Dwa lata później wystąpił po raz pierwszy w Meczu Gwiazd MLB.
25 sierpnia 2010 roku zaliczył 1000. strikeout w karierze. W tym samym roku został wybrany najlepszym miotaczem w American League, wygrywając w klasyfikacji ERA i rozegranych inningów oraz zajmując 2. miejsce w klasyfikacji strikeoutów..
15 sierpnia 2012 roku w meczu przeciwko Tampa Bay Rays, stał się 23. miotaczem w historii Major League Baseball i pierwszym w historii klubu, który rozegrał perfect game (w całym meczu nie pozwolił przeciwnikowi na zdobycie bazy). Spotkanie zakończyło się wynikiem 1–0, a Hernández wykonał 113 rzutów i wyautował 12 zawodników. 22 kwietnia 2013 w meczu przeciwko Houston Astros zaliczył 100. zwycięstwo w karierze. 8 czerwca 2014 w wygranym przez Mariners 5–0 spotkaniu z Tampa Bay Rays pobił rekord kariery, zaliczając 15 strikeoutów. W sezonie 2014 uzyskał najlepszy wskaźnik ERA w American League (2,14).
10 maja 2015 w meczu przeciwko Oakland Athletics został czwartym najmłodszym miotaczem w historii MLB, który osiągnął pułap 2000 strikeoutów.

## Nagrody i wyróżnienia
| Nagroda/wyróżnienie | Lata                               | Źródło |
| 6× All-Star         | 2009, 2011, 2012, 2013, 2014, 2015 | [ 1 ]  |
| AL Cy Young Award   | 2010                               | [ 9 ]  |